# Yorick de Groot
Yorick de Groot (Sliedrecht, 6 juli 2000) is een Nederlands beachvolleybalspeler. Hij won twee keer een zilveren medaille bij de Europese kampioenschappen en werd een keer Nederlands kampioen.

## Carrière

### Zaal
De Groot speelde tot 2020 vier seizoenen in de zaal bij Sliedrecht Sport en studeerde fiscale economie aan de Erasmus Universiteit.

### 2017 tot en met 2021
In 2017 was hij als beachvolleyballer actief in verschillende Nederlandse divisies. Met Michiel Ahyi en Bas Verpoorten speelde hij in de eredivisie en met Tom van Steenis werd hij vijfde bij de nationale kampioenschappen in Scheveningen. Daarnaast deed hij met Noah Aerts mee aan de Europese kampioenschappen onder de 18 in Kazan en met Mees Blom aan de EK onder de 20 in Vulcano – waar het tweetal als vierde eindigde. Het jaar daarop speelde hij afwisselend met Blom en Matthew Immers. Met Blom debuteerde De Groot in Den Haag in de FIVB World Tour en nam hij onder meer deel aan de EK onder de 22 in Jūrmala en de nationale kampioenschappen. Met Immers deed hij mee aan de EK onder de 20 in Anapa en won hij de zilveren medaille bij de Olympische Jeugdspelen in Buenos Aires achter het Zweedse duo David Åhman en Jonatan Hellvig. In 2019 vormde De Groot een team met Blom. In de eredivisie behaalden ze bij zes toernooien vijf podiumplaatsen met een eerste plaats in Vrouwenpolder als beste resultaat. In de World Tour speelde het duo zes wedstrijden met een derde plaats in Ljubljana als hoogste klassering. Bij de EK onder de 22 in Antalya eindigden ze als negende en bij de NK als vierde. Daarnaast won De Groot met Immers in Göteborg de Europese titel onder de 20 ten koste van de Duitsers Benedikt Sagstetter en Rudy Schneider.
Sinds 2020 vormt De Groot een team met Stefan Boermans. De Groot en Boermans wonnen dat seizoen elk van de vier toernooien in de eredivisie waar ze aan deelnamen. Bij de NK eindigde het duo als tweede achter Jasper Bouter en Ruben Penninga. In 2021 begonnen ze met een drie-en-dertigste en een-en-veertigste plaats bij de World Tour-toernooien in Doha en Cancun. Bij de twee daaropvolgende wedstrijden in Cancun kwamen ze tweemaal tot een vijfde plaats. In Sotsji en Ostrava volgden respectievelijk een vijf-en-twintigste en negende plek. In eigen land verloren ze de finale van het Europees olympisch kwalificatietoernooi van Adrian Heidrich en Mirco Gerson. Vervolgens wonnen De Groot en Boermans het World Tour-toernooi van Gstaad en het eredivsietoernooi van Tilburg. Bij de Europese kampioenschappen in Wenen werden ze tweede nadat ze de finale van de olympisch kampioenen Anders Mol en Christian Sørum verloren hadden. Na afloop won het duo de nationale titel in Scheveningen ten koste van Thijmen Heemskerk en Erik Nijland.

### 2022 tot heden
In het voorjaar van 2022 namen De Groot en Boermans deel aan drie toernooien in de Beach Pro Tour – de opvolger van de World Tour. In Doha bereikten ze de halve finale. Het duo eindigde als vierde, nadat ze de troostfinale van Martin Ermacora en Moritz Pristauz uit Oostenrijk verloren hadden. In Tlaxcala en Rosarito in Mexico kwamen ze niet verder dan de achtste finale. In mei viel De Groot uit door een hernia, waarna Boermans het seizoen met Immers verderging. Het seizoen daarop keerde De Groot terug aan de zijde van Boermans. Ze behaalden in Mexico een tweede plaats in La Paz en een vierde plaats in Tepic. Door een blessure viel Boermans een paar maanden uit. In die periode deed De Groot met Immers mee aan het Elite16-toernooi van Montreal waar ze in de achtste finale van de Duitsers Nils Ehlers en Clemens Wickler verloren. Met Leon Luini werd hij in Wenen opnieuw Europees vice-kampioen nadat ze de finale verloren van de Zweden David Åhman en Jonatan Hellvig.
In augustus was Boermans hersteld van zijn blessure en gingen de De Groot en Boermans weer samen verder. In aanloop naar de WK in Mexico namen ze deel aan de Elite16-toernooien van Hamburg en Parijs. In Hamburg strandde het duo in de groepsfase en in Parijs bereikten ze de kwartfinale. Bij de WK werden ze in de kwartfinale uitgeschakeld door Åhman en Hellvig. De Groot en Boermans sloten het seizoen af met een derde plaats in João Pessoa. In maart 2024 wonnen De Groot en Boermans in Doha het eerste toernooi van het seizoen door Åhman en Hellvig in de finale te verslaan. Een maand later bereikten ze in Tepic de kwartfinale waar ze door ziekte niet in actie kwamen. Bij de toernooien van Brasilia en Espinho strandde het duo respectievelijk in de achtste finale en de groepsfase. In juni behaalden De Groot en Boermans een derde plek in Stare Jabłonki en een tweede plaats in Ostrava. Daarmee plaatste het tweetal zich voor de Olympische Spelen in Parijs.

## Palmares
Kampioenschappen
- 2018:  Olympische Jeugdspelen
- 2019:  EK U20
- 2020:  NK
- 2021:  EK
- 2021:  NK
- 2023:  EK
- 2023: 5e WK

FIVB World Tour
- 2019:  1* Ljubljana
- 2021:  4* Gstaad

Beach Pro Tour
- 2023:  La Paz Challenge
- 2023:  Elite16 João Pessoa
- 2024:  Elite16 Doha
- 2024:  Stare Jabłonki Challenge
- 2024:  Elite16 Ostrava
- 2024:  Elite16 Hamburg